# 河合徹 (政治家)
河合 徹（かわい とおる、1911年（明治44年） - 1992年（平成4年））は、日本の政策研究者、地方政治家。

## 経歴
神戸市生まれ、東北帝国大学法文学部出身。在学中から社会問題に関心を持つようになり、1937年、全国農民組合関東出張所書記になる。当時は共産主義は危険思想として治安維持法の取り締まり対象となっていたため、1938年、人民戦線事件に連座して逮捕される。
1939年4月に転向を宣言（偽装転向）することにより、起訴猶予処分で釈放される。その後、友人の紹介で昭和研究会に事務職員として参画する。昭和研究会は近衛文麿のブレーン組織として各界の有識者を集めていたが、一方では革新官僚に代表される社会主義者が多数所属し、国家社会主義的な政策を提唱していた。河合はマルキストとしての実践の場として昭和研究会への参画を決意した。
河合は文化研究会に所属し、10月頃からは三木清にかわって責任者の立場に立つ。翌年にかけて「協同主義の経済原理」をまとめ、自由主義にかわる経済原理として、マルクス主義の科学的批判精神を取り入れてアジアの指導的立場としてふさわしい新たな経済理念が必要である、と総括した。そして最終的な形態としては、日本と中国による半封建主義・反資本主義の東亜共同体という国家連合の形成を提唱した。
河合はあくまでマルキストとしての立場を崩しておらず、最終的には32年テーゼにより天皇制の廃止まで持ってゆく心づもりであった。しかし1941年にふたたび逮捕され、訊問により自身の思想や昭和研究会の内実について告白した。
戦後は1946年に日本共産党に正式入党、1949年に岡山市議会議員選挙に当選、6期22年在任する。1963年に共産党より除名される。1992年没。